# Hans Emmenegger (Künstler)
Hans Emmenegger (* 19. August 1866 in Küssnacht; † 21. September 1940 in Luzern; heimatberechtigt in Flühli) war ein Schweizer Kunstmaler, Zeichner und Radierer sowie Philatelist.

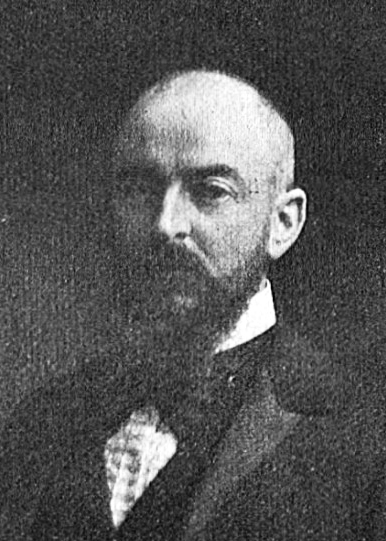
Hans Emmenegger

## Leben

Hans Emmenegger: Weiblicher Akt (1907)

Hans Emmenegger wuchs als Sohn eines Glasfabrikanten in Reussbühl auf. Nach der Kunstgewerbeschule Luzern besuchte er von 1884 bis 1885 die Académie Julian in Paris. Danach setzte er seine Ausbildung in den Ateliers von Gustave Boulanger, Jules-Joseph Lefebvre und Jean-Léon Gérôme sowie in München bei Karl Raupp und bis 1891 wieder an der Académie Julian fort. Im Winter 1890/1891 reiste er mit Max Buri für einen Studienaufenthalt nach Biskra in Algerien. Wieder in München erhält er von Albert Welti und Hugo Degenhard seinen ersten Radierunterricht.
1893 liess sich Emmenegger nach dem Tod seines Vaters in seinem Elternhaus im Emmener Quartier Herdschwand nieder, wo er bis zu seinem Tod als Junggeselle lebte. Zwischen 1895 und 1897 studierte er bei Albert Welti und beim Landschaftsmaler Bernhard Buttersack. Weitere Studienaufenthalte führten ihn ins Tessin, nach Oberitalien und Südfrankreich. Hans Emmenegger war mit zahlreichen Künstlern seiner Generation befreundet, so mit Cuno Amiet, Max Buri, Giovanni Giacometti und Hugo Siegwart. Er besass eine bedeutende Kunstsammlung. Unter anderem als Präsident der GSMBA-Sektion Luzern war Emmenegger auch kunstpolitisch engagiert.
Zu seinen zahlreichen weiteren Interessen gehörte insbesondere auch die Philatelie; er war Hauptmitarbeiter von Franz Xaver Andres am Grossen Handbuch der Abstemplungen auf Schweizer Marken 1843–1882, das zwischen 1931 und 1940 erschien. Emmenegger war daneben Gründer der Sektion Innerschweiz des Vereins Schweizer Heimatschutz, Mitgründer der Luzerner Vortragsgesellschaft Freie Vereinigung Gleichgesinnter, der Sektion Luzern des Schweizerischen Friedensvereins, des luzernischen Vereins für Feuerbestattung sowie der Antiquarischen Gesellschaft Luzern.

## Werk
Emmenegger malte anfänglich vor allem Landschaften und Stillleben, ab Ende der 1890er Jahre beeinflusst von Arnold Böcklin. Zu seinen späteren Einflüssen gehören der Jugendstil und Ferdinand Hodler. 1914/1915 vollzog Emmenegger eine künstlerische Wende, zerstörte zahlreiche seiner Werke und richtete sein Interesse stark auf die Darstellung von Bewegungsabläufen. Auch wenn diese Bilder an die Chronofotografie erinnern, lehnte Emmenegger die Benutzung fotografischer Aufnahmen als Vorlagen doch ausdrücklich ab und bestand darauf, «ausschliesslich nach meinen Beobachtungen» zu malen.

## Ausstellungen
- 1988: Kunstmuseum Luzern
- 1988: Kunstmuseum Solothurn
- 2014: Kunstmuseum Luzern, 5. Juli bis 12. Oktober 2014[2]
- 2021: Fondation de l’Hermitage, Lausanne, 25. Juni bis 31. Oktober 2021[3][4]

## Bildergalerie

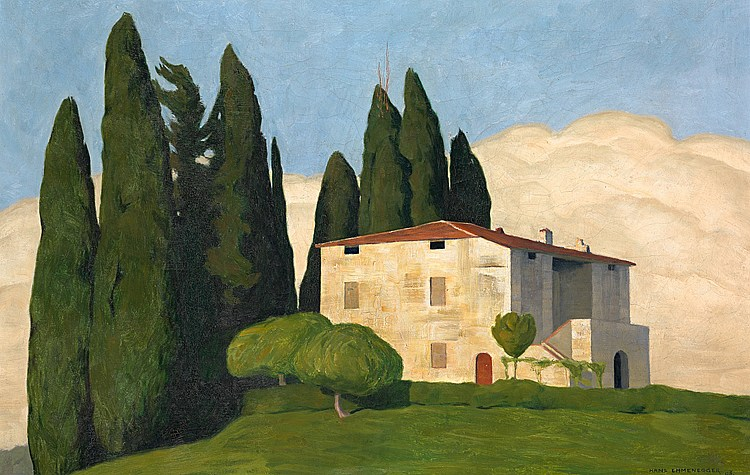
In der Toskana, 1903
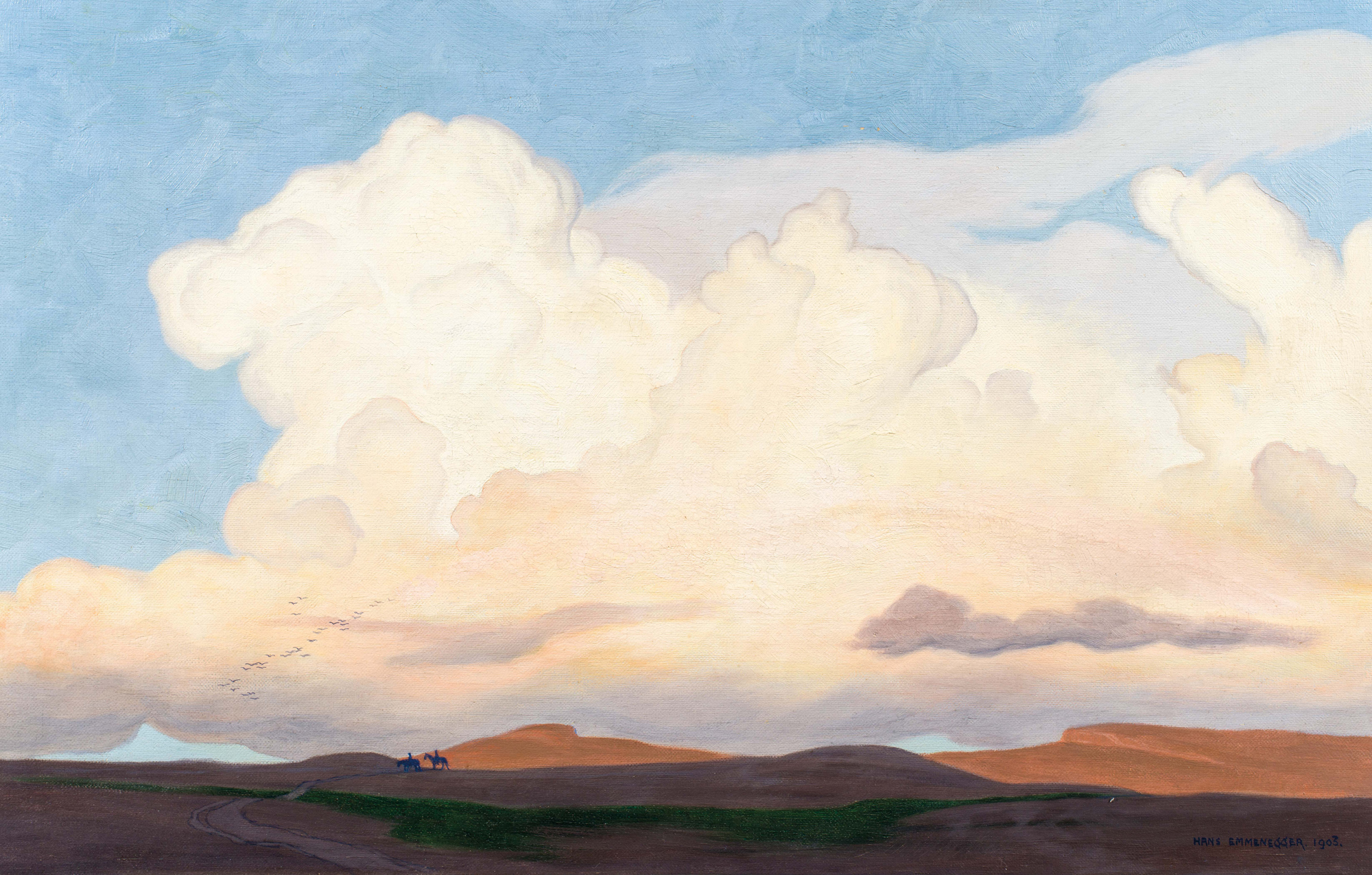
Die grosse Wolke, 1903
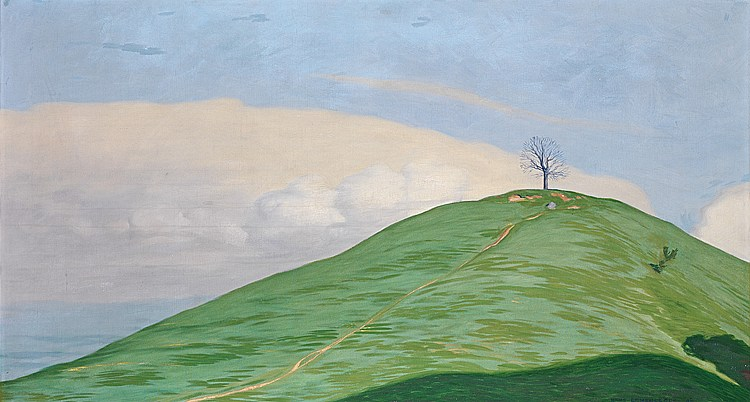
Hochwacht, 1904
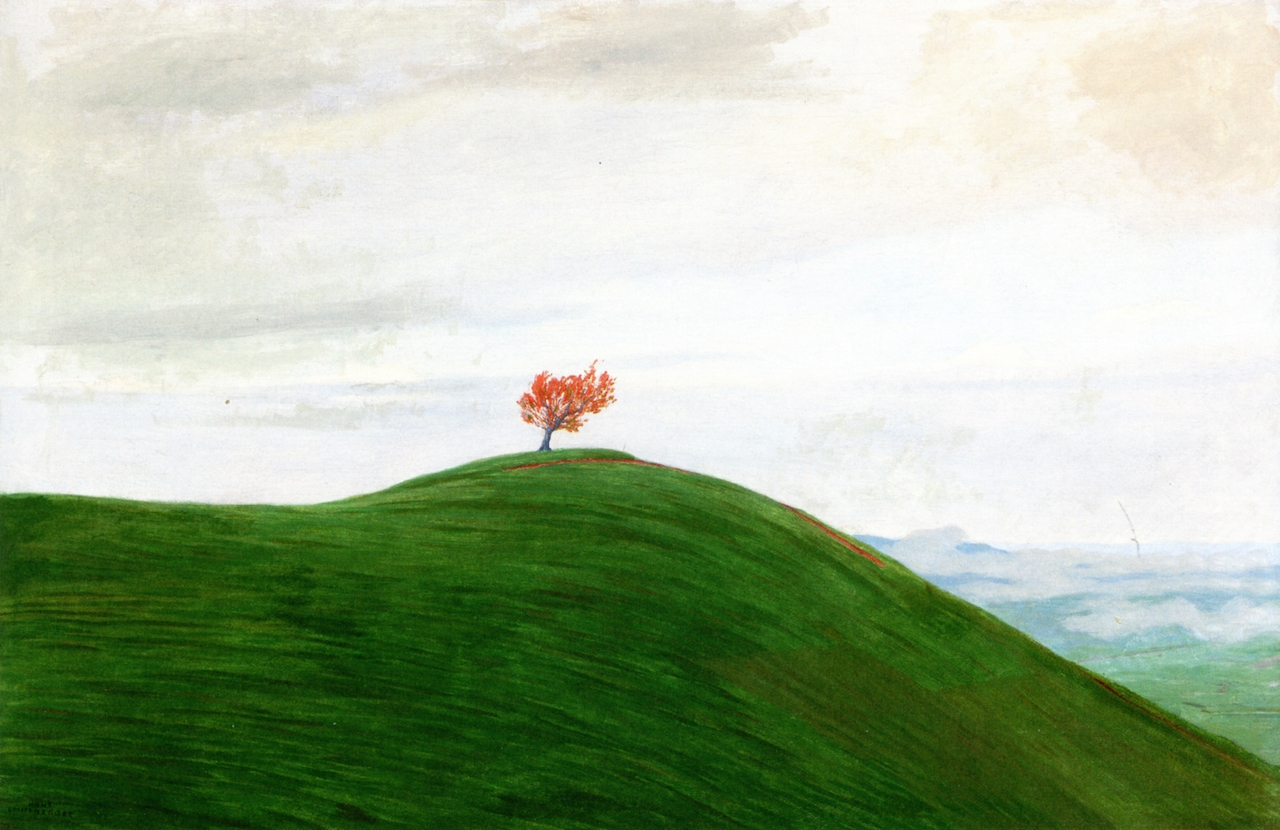
Bare Hill, 1906
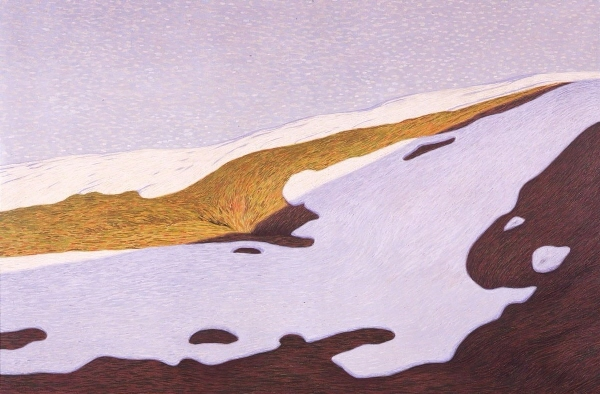
Schneeschmelze, 1908–09
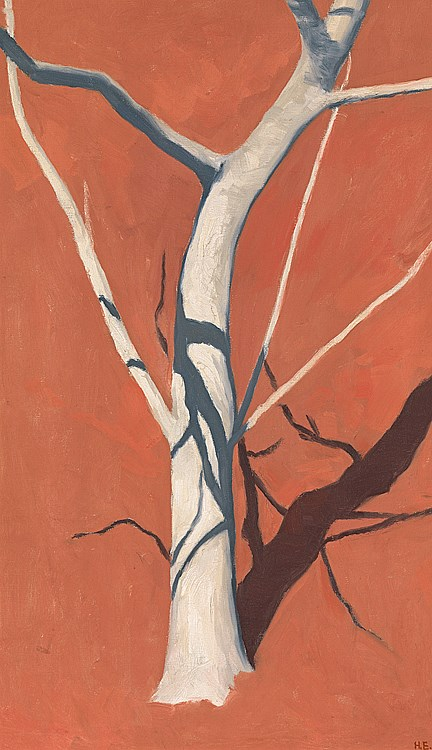
Feigenbaum vor roter Erde, 1911
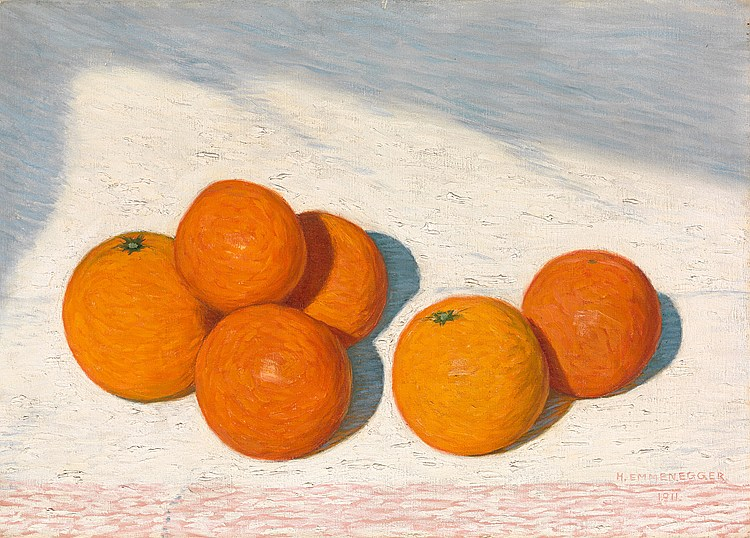
Orangen, 1911
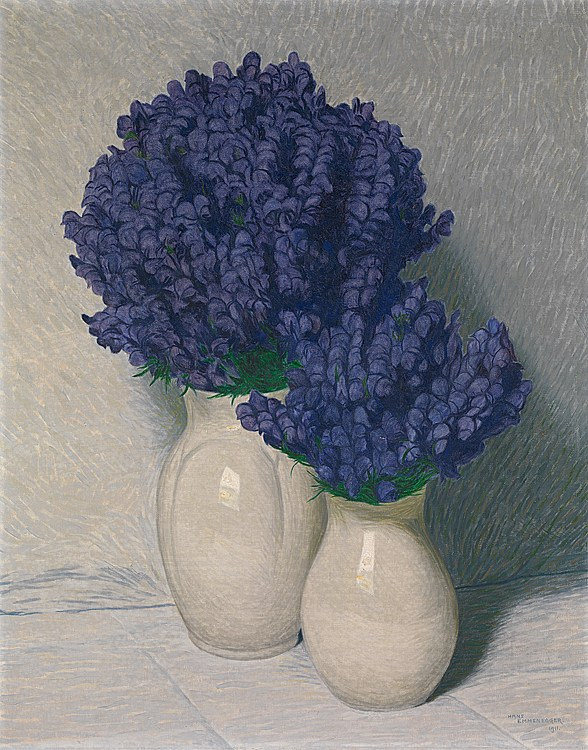
Eisenhut, 1911
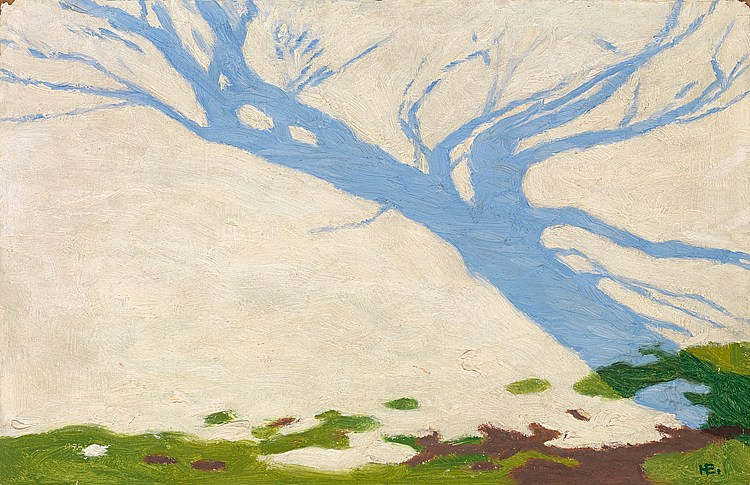
Schlagschatten auf Schnee, um 1915
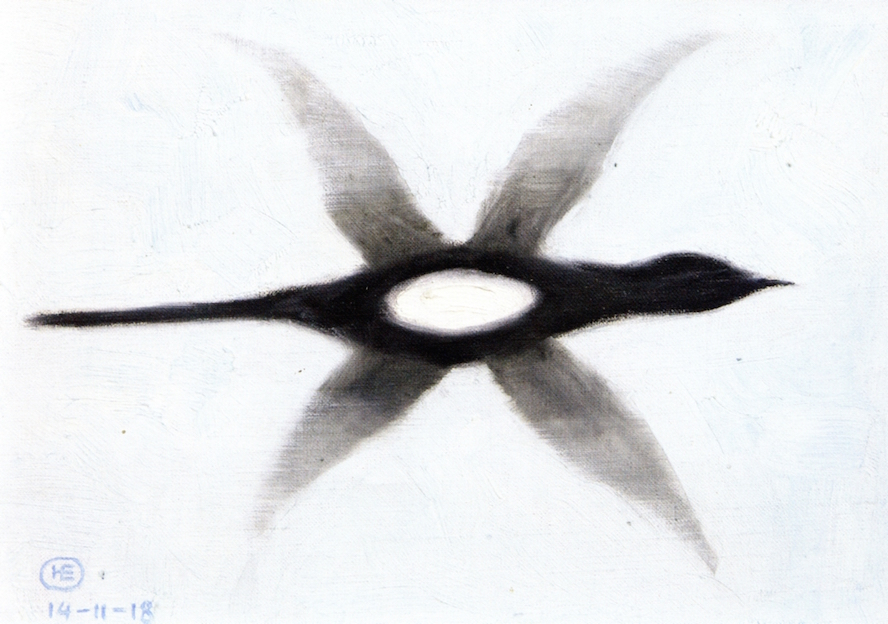
Elster im Flug, 1918
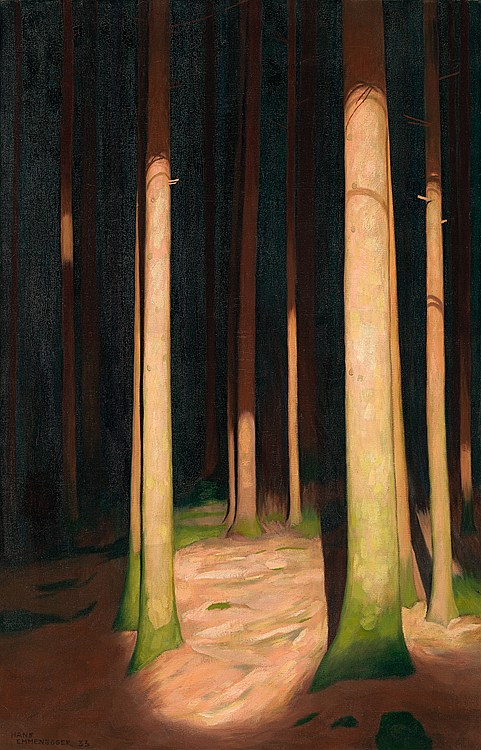
Waldinneres, 1933
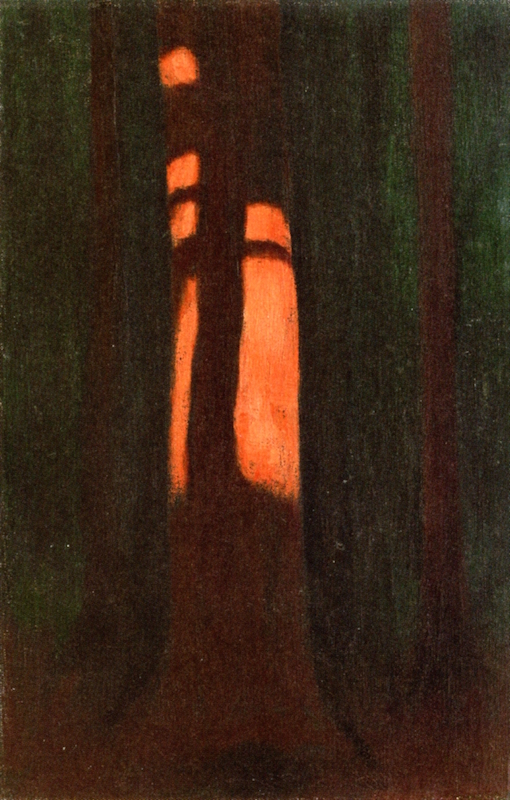
Letzte Strahlen der Abendsonne auf dem Sustenspitz, 1934